# سلام (فیلم ۲۰۰۸)
«سلام» (انگلیسی: Hello (2008 film)) یک فیلم هندی است که در سال ۲۰۰۸ منتشر شد. از بازیگران آن می‌توان به شارمان جوشی، سهیل خان، آمریتا ارورا، ایشا کوپیکار، گول پاناگ اشاره کرد.